# ياسر شعبان (كاتب)
ياسر شعبان (4 أبريل عام 1969 -) هو كاتب ومترجم مصري. حصل شعبان على بكالوريوس الطب والجراحة العامة من جامعة عين شمس. نُشرت أعماله في العديد من الصحف والمجلات العربية مثل مجلة العربي، ومجلة العربي الصغير، وصحيفة الحياة اللندنية، والوطن، وجريدة عمان، ومجلة الرافد، ومجلة سطور. وهو عضو اتحاد الكتاب المصري. يعمل مشرفًا على قسم الترجمة في مجلة الهلال المصرية، ويشغل منصب رئيس مجلس إدارة جمعية «نوافذ للترجمة والتنمية والحوار». عمل في مجلة «العصور الجديدة» في عامي 1999 و2000، كما عمل محررًا ومترجمًا بجريدة أخبار الأدب المصرية بين عامي 2000 و2004. ترجم العديد من الكتب إلى اللغة العربية، وله مؤلفات شعرية وروائية، منها: “أبناء الخطأ الرومانسي”، “المصائر”. لدى شعبان أربع مجموعات شعرية لم تنشر بعد، وهي: “بعض ما قال الذي يعبر الشارع عجوزًا”، “عمر يتسرب”، “طعم المرارة”، “لحظات سحرية – برغبتي”.
شعبان هو من ضمن مجموعة الكتاب الذين أطلق عليهم “جيل التسعينات”، وهم الذين بحثوا عن مساراتهم بعد سقوط الأيديولوجيات الكبرى، والترويج لمقولات عن حرية التعبير والتعددية وما بعد الحداثة. وفقًا لشريف الشافعي، كتب ياسر شعبان خلال تلك الفترة عن شعرية الأشياء تصورًا «نضج معه عبر السنوات حول وجود شعرية كامنة في كل شيء، فقط تحتاج إلى من يكتشفها ويطلقها عندما يكون مؤهلًا لذلك روحيًّا وعقليًّا، ويكتسب الأدوات اللازمة لاكتشاف وإطلاق هذه الشعرية “الموقف الجمالي والمعرفي تجاه ما سبق إنتاجه، والبحث عن رؤية جمالية ومعرفية لما يسعى لإنتاجه”».

## آراؤه
في نوفمبر 2013، قال شعبان عن جماعة الإخوان المسلمين أن «معركة المجتمع المصري معهم طويلة وممتدة، فهذا التنظيم لن ينتهي مهما نجحت مواجهته أمنيًا، فلابد من تغيير البيئة الحاضنة للتنظيم، لابد من اهتمام حقيقي بالتعليم، ودعم حقيقي للثقافة كي تصل لقرى ونجوع مصر سواء عن طريق مؤسسات الدولة أو مؤسسات المجتمع المدني، ويجب دعم الأزهر ليقوم بدوره في نشر الإسلام الوسطي. يجب أن يشارك كامل المجتمع المصري الذي رفض الإخوان في الحكم ثم في الشارع».
يرى ياسر شعبان أنه لا تكاد توجد فواصل حقيقية بين الأنواع الأدبية، حيث يقول “الكتابة بالنسبة إلي، ببساطة، ممارسة من ضمن ممارساتي اليومية، وهكذا قد أكتب ما يمكن أن يطلق عليه القراء شعرًا أو سردًا أو رواية أو نصًّا”.
انتقد شعبان صناعة النشر في العالم العربي في أغسطس 2020، ووصف النشر في مصر وفي الكثير من الدول العربية بأنه «مرتبك وعشوائي للغاية، بالرغم من العدد الكبير لدور النشر وما تصدره من كتب، لكن للأسف معظم هؤلاء الناشرين جاءوا للنشر من مهن تجارية لا تعرف قيمة صناعة النشر».

## المؤلفات
- أبناء الخطأ الرومانسي: رواية، الدار العربية للعلوم ناشرون، 2008.[4]
- رواية المصائر، جمعية نوافذ للترجمة والتنمية والحوار، القاهرة، 2011.[5]
- كلام كائن عادي.[6]
- العين (ترجمة) لفلاديمير نابوكوف، دار ميريت، 2002.[7]
- رحلات ماجد.[8]
- أبناء الديمقراطية.[9]
- بالقرب من جسدي: نصوص شعرية، الهيئة العامة لقصور الثقافة، 1996.[10]
- استراحة محارب: حوارات عن الإبداع والسياسة والحرية، بيت الياسمين للنشر والتوزيع، 2017.[11]
- فوكو: فيلسوف الجنون والجنس والسجن، كنوز للنشر والتوزيع.[12]
- رسائل إلى العائلة، لأنطون تشيخوف (ترجمة)، 2014.[13][14]
- الملك الحديدي قصة من التراث العربي لباش تشيليلك (ترجمة)، مؤسسة شمس للنشر والإعلام، 2020.[15]
- تعاليم محارب النور لبولو كويلو (ترجمة).[16][17]
- الباب الضيق لأندريه جيد (ترجمة)، كنوز للنشر والتوزيع.[18]
- القلعة لفرانز كافكا (ترجمة)، كنوز للنشر والتوزيع.[19]
- رسالة في اللاهوت السياسي لسبينوزا (ترجمة وتحقيق)، كنوز للنشر والتوزيع.[20]
- الأخلاق "دراسة وفقا لقواعد الهندسة" لسبينوزا (ترجمة وتحقيق)، كنوز للنشر والتوزيع.[21]
- مصر الفرعونية : تاريخ من الفراعين والأساطير والأسرار، كنوز للنشر والتوزيع، 2014.[22]
- جزيرة الحيوانات، تبارك للنشر والتوزيع، 2007.[23][24]
- قاتل بلا وجه (ترجمة)، تبارك للنشر والتوزيع.[25]
- حكايات عن إساءة الفهم، تبارك للنشر والتوزيع، 2018.[26]
- استعباد النساء لجون ستيوارت ميل (ترجمة ومراجعة وتحرير)، كنوز للنشر والتوزيع، 2019.[27]
- اللغة والقومية والتنمية في جنوب شرق آسيا (ترجمة)، هيئة أبو ظبي للثقافة والتراث،2012.[28]
- تاريخ علم الفلك من العين المجردة للتليسكوب، كنوز للنشر والتوزيع، 2014.[29]
- فن تشكيلي: نوافذ الروح والعقل والحواس تاريخ الفنون، كنوز للنشر والتوزيع، 2014.[30]
- الأرض : الكوكب الديناميكي، كنوز للنشر والتوزيع، 2014.[31]
- الديمقراطية : أصول الديمقراطية ومساراتها، كنوز للنشر والتوزيع، 2014.[32]
- الديناصورات : حقائق وأساطير وأفلام، كنوز للنشر والتوزيع.[33]
- الفلسفة : تاريخ العقل البشري : نشأة الفلسفة وتطورها، كنوز للنشر والتوزيع، 2014.[34]
- الأحلام : أسرار النوم والأحلام، كنوز للنشر والتوزيع، 2014.[35]
- العمارة والحضارة: حصون ومتاحف وبيوت ودور عبادة، كنوز للنشر والتوزيع، 2014.[36]
- عالم مابعد الحداثة : الشك والتفكيك وضغيان الصورة، كنوز للنشر والتوزيع.[37]
- حقوق الإنسان : جرائم وانتهاكات وعبودية ومعاهدات، كنوز للنشر والتوزيع.[38]
- ألغاز ما قبل التاريخ من الصمت المطبق لنظريات التطور، كنوز للنشر والتوزيع.[39]
- مهارات التنظيم (ترجمة)، نهضة مصر.[40]
- قواعد العمل : كيف تنجح في أول وظيفة لك؟ (ترجمة)، نهضة مصر.[41]
- عن الحرية، لجون ستيوارت مل (ترجمة)، كنوز للنشر والتوزيع، 2019.[42]
- المنزل المظلم : قصص قصيرة وسيرة إبداعية (ترجمة)، 2017.[43]
- تأملات في الفلسفة الأولى لرينيه ديكارت (مراجعة وتحرير)، كنوز للنشر والتوزيع، 2019.[44]
- انتزاع السعادة لبيرتراند راسل (ترجمة)، كنوز للنشر والتوزيع، 2019.[45]
- مذهب المنفعة لجون ستيوارت مل (ترجمة)، كنوز للنشر والتوزيع.[46]
- الأوتوبيس الطائش (رواية) (مراجعة وتحرير)، كنوز، 2019.[47]
- رسالة في اللاهوت السياسي لسبينوزا (ترجمة)، 2019.[48]
- الجبل الخامس : رواية لبولو كويلو (ترجمة)، دار ميريت، 2001.[49]
- أحلام في منزل الساحرة "المنزل المنبوذ" (ترجمة)، دار البندقية للنشر والتوزيع.[50]
- الأميبا والإنسان والتحور والطفرات، كنوز للنشر والتوزيع.[51]
- الفصام والجنون "عقاقير السرعة والهلوسة"، كنوز للنشر والتوزيع.[52]
- عالم الجزيئات "الهيكل العظمي للخلية"، كنوز للنشر والتوزيع.[53]
- فلسفة العلم "العلم الزائف جوهر فلسفة العلم"، كنوز للنشر والتوزيع.[54]
- مفاهيم العولمة "تتحكم في زمان ومكان العلاقات الاجتماعية"، كنوز للنشر والتوزيع.[55]
- مهارات العمل الجماعى لماكو داندى دالى (ترجمة)، دار نهضة مصر للطباعة والنشر.[56]
- البحث ومعالجة المعلومات لجول ماكول (ترجمة)، دار نهضة مصر للطباعة والنشر.[57]
- كلاوزفيتس "فن الحرب الألماني"، كنوز للنشر والتوزيع.[58]
- نظريات الفوضى "شيطان لابلاس.. وتأثير الفراشة"، كنوز للنشر والتوزيع.[59]
- السيد ستون ورفقة الفرسان لف.س.نايبول (ترجمة)، دار ميريت، 2002.[60]
- نصوص 2000 الممنوعة لوول سونيكا (ترجمة)، دار ميريت.[61]
- مرشد السفن وزوجته ليوناس لاي (ترجمة)، جمعية نوافذ للترجمة والتنمية والحوار، 2011.[62]
- أجمل حكايات الشعوب، مؤسسة دار الهلال، 2002.[63]
- صبي سعيد، للروائي والشاعر النرويجي بيورنستيرن بيورنسون (ترجمة وتقديم)، 2019.[64][65]
- الابتسامة الأخيرة، لصادق هدايت (ترجمة)، الهيئة المصرية العامة للكتاب، مارس 2016.[66]
- الطريق إلى نوبل - أدباء مرشحون للفوز بالجائزة (إعداد وترجمة)، 2021.[67]

## الجوائز
- المركز الأول في الرواية - مسابقة نادي القصة عام 1995[1]
- المركز الأول في الرواية - مسابقة أخبار اليوم عام 1997[1]
- المركز الثالث في الرواية - مسابقة صندوق التنمية الثقافية عام 1997[1]
- المركز الرابع في القصة - مسابقة جريدة أخبار الأدب المصرية عام 1998[1]
- المركز الثالث في الرواية - مسابقة مجلة الصدى الإماراتية عام 2001[1]
- المركز الثالث في الشعر - مسابقة هيئة قصور الثقافة عام 2003[1]
- المركز الخامس في القصة - مسابقة مجلة الصدى الإماراتية عام 2003[1]

## وصلات خارجية
- مقالاته في مجلة الكلمة